# 高齡津貼
高齡津貼（英語：Old Age Allowance，俗稱生果金），是香港社會福利署為永久居民長者提供的福利金，在1973年4月1日起以「傷殘老弱津貼」的名義跟日後的傷殘津貼一起推行，當時合資格年齡為75歲，於1977年改為現稱；1978年10月1日起受惠資格改為70歲。另外，在2013年10月1日及2018年4月1日起分別推出廣東及福建計劃，方便分別長期居住在廣東省及福建省的合資格香港長者，亦可受惠於相等於香港的福利。

## 歷史

### 創立
高齡津貼由香港總督麥理浩推行。1972年，他於施政報告中提到：「[在社會福利上]為着一個有秩序的擴展，我們首先需要一個全面的計劃……建議展望四個範圍的發展……第二個範圍是現金支援那些『弱勢人士』，受惠的社群是嚴重傷殘和耆老人士。」:69
次年，高齡津貼的前身「傷殘老弱津貼」開始推行。它於3月11日起接受報名，4月1日起開始實施。計劃初推行時，申請人或其代理人需到社會福利署社會保障組辦事處申請，並且居住香港滿5年和沒有住在醫院和療養院，才可獲發每月55元的津貼。而申請成功的人士將收到兌款單據，讓之能到郵政局和庫務司署辦事處兌款。
此後它的金額亦不時按物價水平作檢討。

### 英治時期
1975年7月，助理福利員陸瑤璋對社會福利署提出的建議獲接納，讓後者改經銀行發放傷殘老弱津貼，以節省資源。陸因此獲獎。1977年，政府把傷殘老弱津貼更名為傷殘及高齡津貼，並發表《老人服務綠皮書》，建議高齡津貼的受惠資格降至70歲:235-236。次年傷殘老弱津貼再命名為「特別需要津貼」。同年10月1日起，受惠資格降至70歲或以上，並接受申請人透過電話申請，並容許受惠人居於住宿照顧院舍。
1987年，總督在施政報告中提出於次年把高齡津貼的受惠資格降至65歲，但要求該些受惠人士作入息聲明。1988年，高齡津貼開始分成普通高齡津貼及高額高齡津貼，讓通過經濟審查的長者獲得更高額的津貼:299，同時受惠資格放寬首階段生效，令其降至68歲。1991年4月1日，受惠資格正式降至65歲。1993年，「特別需要津貼」重命名為「公共福利金」，並禁止綜緩受助人申領之。

### 特區時期
衛生福利局局長楊永強在2000年11月表示，考慮到香港自高齡津貼推出以來已有重大的社經轉變，故會檢討高齡津貼本身，不過他否定檢討等同削減金額，而是考慮對較貧窮的長者設立更高金額的補助。次年完成首階段檢討，並得出最終方案需視乎香港經濟環境而決定的初步結論。
楊永強在2002年4月提到，政府研究把高齡津貼跟長者綜合社會保障援助（綜援）合併，而高齡津貼則有機會取消。不過同年7月，楊永強則反表示政府不會取消高齡津貼，而綜援因跟高齡津貼性質不同，故兩者難以合併。社會福利署署長林鄭月娥則把高齡津貼檢討緩慢歸因於財政赤字。2004年，高齡津貼的申請人需在港居住滿7年，並在申請時過去一年離港不超過56天，才符合資格申請。2005年，領取高齡津貼者的離港寬限從180天增至240天。
2008年10月，曾蔭權在《施政報告》中表示把高齡津貼由600至700多元劃一提升至1000元，並提議為70歲以上的申請者引入資產審查。此提議一出便引起民間反對，令他決定取消審查機制。此一方案在12月通過，次年1月生效。2010年的《施政報告》決定放寬領取高齡津貼者的離港寬限至305天。2013年4月，政府開始推行長者生活津貼，取代原有的高額高齡津貼:300。
同年10月，廣東計劃開始推行，讓長居廣東的香港長者在無需每年回港的情況下，亦能獲得高齡津貼。2017年1月，特首梁振英在其任內最後一份《施政報告》中提到政府會推行福建計劃，讓移居福建的香港合資格長者能獲取高齡津貼。次年4月，福建計劃正式生效。2023年9月，社會福利署放寬申請人的離港限制，從56天增至90天。

## 種類
在長者生活津貼推出前（即2013年4月前），高齡津貼分為普通高齡津貼及高額高齡津貼兩種。兩種高齡津貼於2009年起劃一增加至每月1,000港元，增幅為60%和42%，由2023年2月1日起，高齡津貼的每月金額為1,570港元。
普通高齡津貼的對象為65至69歲者，申領人需要經過資產及入息審查（Means test）（現已由長者生活津貼取代）。高額高齡津貼的對象為70歲或以上者，申領人不用經過資產及入息審查。
現時的高齡津貼（包括廣東及福建計劃）的對象為70歲或以上者，申領人不用經過資產及入息審查。

## 過去多年的津貼金額
| 日期           | 日期           | 普通高齡津貼 （已廢除） | 高齡津貼 （前稱：高額高齡津貼）        | 高齡津貼廣東計劃                       | 高齡津貼福建計劃                       | 資料來源 |
| 開始           | 結束           | 普通高齡津貼 （已廢除） | 高齡津貼 （前稱：高額高齡津貼）        | 高齡津貼廣東計劃                       | 高齡津貼福建計劃                       | 資料來源 |
| 1996年4月1日前 | 1996年4月1日前 | HK$540                  | HK$605                                 | －                                     | －                                     |          |
| 1996年4月1日   | 1997年3月31日  | HK$560                  | HK$630                                 | －                                     | －                                     |          |
| 1997年4月1日   | 1998年3月31日  | HK$595                  | HK$670                                 | －                                     | －                                     |          |
| 1998年4月1日   | 2008年12月31日 | HK$625                  | HK$705                                 | －                                     | －                                     |          |
| 2009年1月1日   | 2011年1月31日  | HK$1,000                | HK$1,000                               | －                                     | －                                     |          |
| 2011年2月1日   | 2012年1月31日  | HK$1,035                | HK$1,035                               | －                                     | －                                     |          |
| 2012年2月1日   | 2013年1月31日  | HK$1,090                | HK$1,090                               | －                                     | －                                     |          |
| 2013年2月1日   | 2013年3月31日  | HK$1,135                | HK$1,135                               | －                                     | －                                     |          |
| 2013年4月1日   | 2013年9月30日  | －                      | HK$1,135                               | －                                     | －                                     |          |
| 2013年10月1日  | 2014年1月31日  | －                      | HK$1,135                               | HK$1,135                               | －                                     |          |
| 2014年2月1日   | 2015年5月31日  | －                      | HK$1,180                               | HK$1,180                               | －                                     |          |
| 2015年6月1日   | 2016年5月31日  | －                      | HK$1,235 追溯至2月1日起，每月差額HK$55 | HK$1,235 追溯至2月1日起，每月差額HK$55 | －                                     |          |
| 2016年6月1日   | 2017年1月31日  | －                      | HK$1,290 追溯至2月1日起，每月差額HK$55 | HK$1,290 追溯至2月1日起，每月差額HK$55 | －                                     |          |
| 2017年2月1日   | 2018年1月31日  | －                      | HK$1,325                               | HK$1,325                               | －                                     |          |
| 2018年2月1日   | 2018年3月31日  | －                      | HK$1,345                               | HK$1,345                               | －                                     |          |
| 2018年4月1日   | 2019年1月31日  | －                      | HK$1,345                               | HK$1,345                               | HK$1,345                               |          |
| 2019年2月1日   | 2020年5月31日  | －                      | HK$1,385                               | HK$1,385                               | HK$1,385                               | [ 37 ]   |
| 2020年6月1日   | 2021年1月31日  | －                      | HK$1,435 追溯至2月1日起，每月差額HK$50 | HK$1,435 追溯至2月1日起，每月差額HK$50 | HK$1,435 追溯至2月1日起，每月差額HK$50 | [ 38 ]   |
| 2021年2月1日   | 2022年3月31日  | －                      | HK$1,475                               | HK$1,475                               | HK$1,475                               | [ 39 ]   |
| 2022年4月1日   | 2023年1月31日  | －                      | HK$1,515 追溯至2月1日起，每月差額HK$40 | HK$1,515 追溯至2月1日起，每月差額HK$40 | HK$1,515 追溯至2月1日起，每月差額HK$40 | [ 40 ]   |
| 2023年2月1日   | 2024年1月31日  | －                      | HK$1,570                               | HK$1,570                               | HK$1,570                               | [ 36 ]   |
| 2024年2月1日   | 至今           | －                      | HK$1,620                               | HK$1,620                               | HK$1,620                               | [ 36 ]   |

## 意義
原本高齡津貼設立的目的，是香港政府每月象徵性發放一些零用錢，以答謝長者多年來對香港社會的貢獻，表達「敬老」之意。由於時代的變遷，部分窮困長者現在依靠高齡津貼，以支付日常起居生活開支，變為「養老」之用。有精算師指出，申請高齡津貼的資格只限年齡、不論貧富，實際上是全民退休保障。

## 議員擲蕉抗議入息審查事件
2008年10月15日，特首曾蔭權在立法會議事廳宣讀新一份《施政報告》，特首宣讀有關「生果金（高齡津貼）」部份時，為回應各政黨要求提高生果金的聲音，特首宣告擬將生果金由每月$625或$705，劃一調升至$1000，政府稱人口日趨老化，而財政資源有限，有需要考慮將來對70歲或以上的申請者加設某種形式的審查機制，使資源集中分配到有需要的申請者手上。有關審查的提議引起在場的兩名社民連議員陳偉業及黃毓民表示入息及資產審查違反生果金孝敬長者原意，先後表達不滿，並打斷了特首宣讀《施政報告》。其後兩位被要求離場時，黃毓民突然向曾蔭權站立的主席枱前投擲三隻香蕉以示憤怒。這是香港有史以來在立法會的首宗議會肢體抗爭事件，事件成為香港新聞焦點，引起各界及市民熱烈討論。但約一周後，特首曾蔭權宣佈取消入息及資產審查，事後引發了多個後續事件，包括有長者模仿黃毓民的擲蕉行為，亦有不少長者對社民連能成功爭取不須入息審查取生果金與黃毓民等合照表支持。

## 外部連結
1. 社會福利署 - 社會保障 （页面存档备份，存于）
2. 香港退休保障制度
3. 全民退休保障計劃